# セガAIコンピュータ
セガAIコンピュータは、1986年に日本で発売された幼児・児童向けの家庭用知育コンピューターである。当時のいわゆるホビーコンピューターと異なり、3 - 8歳児を対象としたコンピュータ支援教育（CAI）用途に特化している。人工知能言語とも呼ばれたPrologを内蔵し、「人工知能（AI）搭載」をセールスポイントとした。

## 概要
1986年、丸紅からソフトウェア知育教材「くもん わんだぁすくーる」とセットで販売された。設計開発はセガ・エンタープライゼス（後のセガ）とCSK総合研究所とで行われ、約10億円の開発費を要したとされる。教材は公文教育研究会が監修した。
当初の一括販売価格は168,990円で、内訳は教材（全18巻）81,490円、本体が87,500円である。この本体価格は当時のパーソナルコンピューターとしてはローエンドの価格帯とされる。
当時のセガで技術開発部門を担当していた佐藤秀樹（元セガ代表取締役社長）の述懐によれば、セガAIコンピュータのプロジェクトは結果として「大失敗」だった。しかしその経験が後のヒット商品であるキッズコンピュータ・ピコに生かされたという。

## 仕様
仕様を以下に示す（米国Electronics誌の記事および販売パンフレットより）。
- CPU：NEC V20（16bitマイクロプロセッサー V30のデータバス8bit版）
- ROM：128KB（SEGA PROLOG OS 内蔵）
- RAM：128KB
- VDP：ヤマハ V9938
- VRAM：64KB
  - 画面解像度：256×212ドット
  - 映像出力端子：RGB出力、コンポジット出力、RF出力
- サウンドLSI：SN76489（セガの家庭用ゲーム機、いくつかのホビーパソコンに搭載された音源LSI）。外付けのオプションとしてFM音源LSIと増設メモリーを内蔵する「AIサウンドボックス」が設定される。
- 入出力
  - JISキーボード：外付け、標準付属。
  - タッチタブレット：感圧式、B5サイズ。タブレット上に交換可能な「パターンシート」を敷くことで様々な入力に対応する。同様なシートは後のキッズコンピュータ・ピコにも存在した。
  - カーソルコントローラ：円形の方向パッドと、２個の入力ボタンを持つ。
  - マイク入力端子
  - カセットドライブ：転送速度9600bps。主にデータ用ドライブであるが、音声にも使われる。
- スロット
  - ICカードスロット：アプリケーションROMカード（最大128KB）を挿入する。
  - 汎用バス端子

## ソフトウェア
基本ソフトウェアとして「SEGA PROLOG」インタープリターを搭載する（「セガ プロログ」とも表記される）。アプリケーションは「コースウェア」と呼ばれ、幼児教育のみでなくホームコンピューターとしての様々な発展がコンセプトとしては存在していた。

### SEGA PROLOG
基本ソフトウェアとして、CSK総合研究所が開発したPrologインタープリター。128KBの内蔵ROMに納めるため、基本的な40のコマンドに限定された仕様となっている。
Prologは1970年代に考案された非手続き型の論理プログラミング言語で、当時コンピューターによる推論機能（人工知能）の実現に有効とみなされていた。1982年に立ち上がった国家プロジェクト「第五世代コンピュータ計画」における開発にも、Prologの派生言語（Prologにオブジェクト指向を取り入れたESPと呼ばれた言語）が用いられた。
セガAIコンピュータは、第五世代コンピュータ計画との直接の関連はないが、当時の報道によれば Prolog（のサブセット）の採用により人工知能の特色的な機能が実現され、児童の学習理解度の把握、入力した文章などの不確かな部分を推測するなど、柔軟な対応が可能であるとされた。販売パンフレットにおいては、機械教育を人工知能で補完する「知的CAI」で「家庭学習（個々のペースによる学習）」「能力別学習（能力に応じた課題の提供）」「対話型学習（自然言語によるインターフェース）」が可能になったと説明されている。

### コースウェア
教材アプリケーションは「コースウェア」と呼ばれ、ICカードで供給される。パンフレットによれば、コンセプトとしては幼児から高校生までの教育支援、健康管理プログラム、ワープロなど、ホームユースのアプリケーションが想定されていたが 、実際に供給されたコースウェアは幼児向け知育プログラム「わんだぁすくーる」シリーズのみであった。以下は販売開始当初のパンフレットに記載された「くもん わんだぁすくーる（全18巻）」のタイトル一覧である。実際に供給された内容とは異なる場合がある。
- アリス・ワールド
- ロビンソン・ランド
- エジソン・ラボ
- シンデレラ・ラビリンス
- ガリバー・ポケット
- モーツァルト・アカデミー
- アンデルセン・ドリーム
- アラビアン・ナイト
- リンカーン・フリーダム
- グリム・ハウス
- ホームズ・ミステリー
- アンネ・ダイアリー
- コロンブス・エッグ
- 宝島・パイレーツ
- スペース・ファンタジー
- サファリ・ファンタジー
- オーシャン・ファンタジー
- マザーズブック